# Елджернон Блеквуд
Елджернон Генрі Блеквуд (англ. Algernon Henry Blackwood; 14 березня 1869, Кент, Англія — 10 грудня 1951) — англійський письменник і мандрівник, один із провідних авторів-містиків, класик літератури жахів та оповідань з привидами першої половини XX століття. Автор 13 романів, понад 200 оповідань та повістей, опублікованих у періодиці та численних збірниках та антологіях. Також його перу належить книга спогадів про перші 30 років свого життя, дві опубліковані п'єси, кілька десятків статей та есе. Кавалер ордена Британської імперії (CBE). Всесвітню популярність йому принесло оповідання «Верби» (англ. «The Willows»). Говард Лавкрафт вважав Елджернона Блеквуда своїм безпосереднім попередником.

## Життєпис
Елджернон Генрі Блеквуд народився в Шутерз-Гілл (графство Кент; нині частина Лондона), 14 березня 1869 року і виховувався в сім'ї кальвіністів — герцогині-вдови Манчестерської та її другого чоловіка, сера Стівенсона Артура Блеквуда, службовця (і пізніше секретаря) британського поштового міністерства. Інтерес до надприродних явищ збудив у ньому вчитель приватної школи, який володів терапевтичним гіпнозом, після чого юнак вирішив присвятити себе психіатрії. У Німеччині, куди Блеквуд потрапив 16-річним підлітком, один зі студентів познайомив його з основами індуїзму та йоги, що започаткувало захоплення теософією.
Завершивши вищу освіту у Веллінгтонському коледжі, Блеквуд вирушив спочатку до Швейцарії, потім до Канади, де в травні 1890 року заснував молочну ферму, забувши про свої медичні устремління. Через два роки, розчарувавшись у цьому своєму починанні і посварившись із батьками, він на все літо зник у канадських лісах (пізніше ці місця він яскраво опише у своїх творах), після чого з'явився в Нью-Йорку, де вступив на роботу газетним репортером. Лише 1899 року, зазнавши численних поневірянь (він ставав жертвою шахрайства і пограбування, кілька разів опинявся на межі смерті через хвороби) Блеквуд повернувся до Старого Світу. «У Нью-Йорку я ніби покрився ранами, в які це місто сіль і кислоту свої втирало щодня», — пізніше писав він.
1900 року Блеквуд відкрив для себе «Орден Золотої Зорі»: під владою поновленого інтересу до надприродного він узявся за перо (хоча перші його публікації, як публіцистичні, так і художня проза, відносяться ще до попередніх десяти років — 1889—1899). 1906 року видавництво Івлі Неша опублікувало його першу збірку оповідань «Порожній дім та інші оповідання про привидів». Далі була серія творів, головним героєм яких був психо-детектив Джон Сайленс, «медик незвичайних здібностей» (англ. physician extraordinary). Вирішивши присвятити себе літературі, Блеквуд переїхав до Швейцарії, де прожив до 1914 року: тут він написав багато відомих повістей (зокрема «Верби» та «Вендиго»), а також роман «Кентавр» (англ. «The Centaur», 1910), який критики відносять до його найсильніших творів. До цього часу відносяться поїздки письменника на Кавказ, і навіть до Єгипту . Під враженням другої написано «Пісок» (англ. «The Sand»), «Зіслання до Єгипту» (англ. «A Descent in Egypt») і «Хвиля» (англ. «The Wave»). За мотивами оповідання Блеквуда «Бранець країни фей» (англ. «A Prisoner of Fairyland») композитор Едуард Елгар написав популярний мюзикл «The Starlight Express».
З початком Першої світової війни Блеквуд вступив на службу до британської військової розвідки, а після закінчення військових дій повернувся до Кента, де написав ще дві збірки оповідань («Tongues of Fire» та «Shocks»), а також кілька дитячих творів («Sambo and Snatch», «The Fruit Stoners», «Dudley and Gilderoy»). Згодом палкий шанувальник творчості Блеквуда Г. Ф. Лавкрафт оголосив «Верби» найкращим містичним оповіданням із усіх, які йому доводилося читати.
Пік публічної популярності Блеквуда належить до 1934 року, коли його запросили читати оповідання про привидів на Бі-бі-сі. Під впливом свого тріумфу письменник зайнявся радіодраматургією і став частим гостем телебачення. 1949 року його нагороджено спеціальною медаллю Телевізійного товариства, а також він став командором ордена Британської імперії.

## Значення
Під враженням від «психо-детектива» Джона Сайленса, Вільям Гоуп Годжсон, який відчував значний вплив Блеквуда, створив наскрізного персонажа, окультного детектива і мисливця за привидами Томаса Карнакі, попередника героїв Жана Рея і Сібері Квінна.
Крім Годжсона і Г. Ф. Лавкрафта роботи Блеквуда вплинули на таких авторів як Джордж Аллан Інгленд, Г. Рассел Вейкфілд, Л. Адамс Бек, Марджері Лоуренс, Еванджелін Волтон, Ремзі Кемпбелл та Грем Джойс. Оповідання Френка Белкнепа Лона 1928 року «Пожирачі космосу» відсилає до художніх творів Блеквуда. Оповідання Кларка Ештона Сміта «Genius Loci» (1933) натхненне оповіданням Блеквуда «Передача».
Високу оцінку творчості письменника дав Генрі Міллер: у «Книзі в моєму житті» він назвав «Світлий вісник» Блеквуда «найекстраординарнішим романом про психоаналіз, який затьмарює саму тему».
У першій чернетці есе «Нотатки про номенклатуру Володаря кілець» Дж. Р. Р. Толкін заявив, що він запозичив фразу «тріщина долі» з неназваного оповідання Елджернона Блеквуда. У книзі «Сучасне читання Толкіна: Середзем'я за межами середньовіччя» доктор Голлі Ордвей стверджує, що цей неназваний твір Блеквуда — роман «Виховання дядька Пола».
Творчість Блеквуда продовжує надихати й сучасних письменників, таких як Стівен Кінг. Сюжет роману Кейтлін Р. Кірнан «Поріг» (2001) ґрунтується на творчості Блеквуда: Кірнан сама назвала Блеквуда важливим джерелом натхнення.

## Основні праці

### Романи
- Jimbo: A Fantasy (1909)
- Education of Uncle Paul (1909)
- The Human Chord (1910)
- Кентавр[21] / The Centaur (1911)
- A Prisoner in Fairyland (1913); продовження The Education of Uncle Paul
- The Extra Day (1915)
- Julius LeVallon (1916)
- The Wave (1916)
- The Promise of Air (1918)
- The Garden of Survival (1918)
- The Bright Messenger (1921); продовження Julius LeVallon
- Sambo and Snitch (1927)
- Dudley & Gilderoy: A Nonsense (1929)
- The Fruit Stoners: Being the Adventures of Maria Among the Fruit Stoners (1934)

### Збірки оповідань
- The Empty House (1906)
- The Listener and Other Stories (1907)
- John Silence (1908)
- The Lost Valley and Other Stories (1910)
- Pan's Garden: A Volume of Nature Stories (1912)
- Incredible Adventures (1914)
- Ten Minute Stories (1914)
- Day and Night Stories (1917)
- Wolves of God and Other Fey Stories, з Wilfred Wilson (1921)
- Tongues of Fire and Other Stories (1924)
- Ancient Sorceries and Other Tales (1927?))
- The Dance of Death and Other Tales (1928)
- Short Stories of A. Blackwood (1930)
- Strange Stories (1931)
- The Willows and Other Queer Tales (1932)
- Shocks (1936)
- Tales of Algernon Blackwood (1939)
- The Doll and One Other (1946)
- Selected Tales of Algernon Blackwood (1948)
- Tales of the Uncanny and Supernatural (1949)
- In the Realm of Terror (1957)
- Tales of Terror and the Unknown (1965)
- Ancient Sorceries and Other Stories (1968)
- Tales of the Mysterious and Macabre. (1962)

### Найвідоміші оповідання
- Верби / The Willows
- Вендиго
- A Descent into Egypt
- The Regeneration of Lord Ernie
- The Damned
- Ancient Sorceries
- The Insanity of Jones
- The Man Who Found Out
- Smith: An Episode in a Lodging House
- The Glamour of the Snow
- The Man Whom the Trees Loved